# حديقة بنيسيا كابيتول الحكومية التاريخية
حديقة بينسيا كابيتول الحكوميّة التاريخية هي حديقة حكومية في بنيسيا، كاليفورنيا. الحديقة مخصَّصة لمبنى الكابيتول الثالث في كاليفورنيا، حيث انعقدت الهيئة التشريعية لولاية كاليفورنيا في الفترة من 3 شباط/فبراير 1853 إلى 24 شباط/فبراير 1854، عندما صوتوا لنقل عاصمة الولاية إلى سكرامنتو. إنه مبنى الكابيتول الوحيد الذي بقي قبل ساكرامنتو. تضم الحديقة منزل فيشر هانلون (بالإنجليزية: Fischer-Hanlon House)‏، وهو مبنى في وقت مبكر من بينسيا تم نقله إلى العقار وتحويله إلى منزل في عام 1858، بعد مغادرة المجلس التشريعي. يشمل منتزه حديقة بينسيا كابيتول التاريخي الواقع قبالة الشارع الرئيسي للمدينة أيضًا منزلًا للعربات وأربعًا للعمال وحدائق منحوتة.

## التاريخ
بعد شكاوى كبيرة من المشرعين بالولاية من عدم كفاية الأثاث وأماكن النوم في فاليجو، كاليفورنيا في أوائل عام 1853، قامت الهيئة التشريعية، بموافقة الحاكم جون بيغلر، بنقل عاصمة الولاية إلى بنيسيا القريبة في نفس العام. ستنعقد الهيئة التشريعية في مبنى بلدية بنيسيا لأكثر من عام بقليل، عندما ظهرت شكاوى مرة أخرى بشأن سوء الأحوال الجوية، وأماكن النوم غير الملائمة وغير المريحة، و "الحالة غير الآمنة للأرشيفات العامة" في يناير 1854.
بعد اقتراحٍ من سكرامنتو لاستخدام محكمة مقاطعة ساكرامنتو مجانًا كمبنى لرأس المال، أقر المجلس ومجلس الشيوخ قانونًا تمكينيًا، يلغي جميع التشريعات السابقة، لنقل عاصمة الولاية إلى موقعها الجديد في أعلى النهر في سكرامنتو. في 25 فبراير 1854، وقع الحاكم بيغلر القانون ليصبح قانونًا، ونقل العاصمة إلى موقعها الحالي. صعد المجلس التشريعي والحاكم على متن السفينة البخارية ويلسون جي هانت (بالإنجليزية: Wilson G. Hunt)‏ لتولي مقرها الجديد. أفاد اتحاد ساكرامنتو أنهم «عارضوا الإزالة بشدة من أهل بنيسيا الطيبين»، حيث ذكر أن أصحاب الأرصفة رفضوا السماح للباخرة بالهبوط بالأثاث التشريعي، ما لم تدفع 500 دولار. تم رفض هذا الطلب وتم شحن الأثاث من رصيف مختلف. أُدرجَ مبنى الإحياء اليوناني - بالاديان كمعلم تاريخي لولاية كاليفورنيا في 11 يناير 1935. وضع السجل الوطني للأماكن التاريخية مبنى العاصمة بينيسيا على القائمة الفيدرالية في 12 فبراير 1971.

## الحاضر
جُدِّدَ المبنى الأصلي بمفروشات ومعارض تعود إلى الفترة التي أعيد بناؤها. يتضمن التصميم الداخلي إعادة بناء الأرضية الأصلية للمبنى باستخدام صنوبر بونديروسا. تم تأثيث المكاتب، التي يعود تاريخ أربعة منها إلى خمسينيات القرن التاسع عشر أو ما قبله، بشمعدان، وصحيفة من القرن التاسع عشر، وقلم ريشة، ورمل نشاف، وملعقة، وقبعة علوية.
تقع الحديقة التاريخية في ويست جي ستريت في بينسيا، وهي مدينة في منطقة خليج سان فرانسيسكو الشمالية بين خليج سان بابلو وخليج سويسين. في 16 فبراير 2000، اجتمعت الهيئة التشريعية لولاية كاليفورنيا في مبنى الكابيتول القديم في جلسة رمزية للاحتفال بمرور 150 عامًا على الاجتماع الأول للهيئة التشريعية.

## مقترح للإغلاق
كانت حديقة بينسيا كابيتول الحكوميّة التاريخية واحدة من 48 متنزهًا في ولاية كاليفورنيا تم اقتراح إغلاقها في يناير 2008 من قبل حاكم ولاية كاليفورنيا أرنولد شوارزنيجر كجزء من برنامج الحد من العجز، منذ أن تم إلغاؤها بعد الاحتجاج العام، كما تم إدراجه في قائمة الحاكم المكونة من مائتي متنزه ليتم إغلاقه في خريف عام 2009 استجابة لأزمة الميزانية المستمرة وكان مدرجًا في قائمة جيري براون لعام 2011 التي تضم 70 إغلاقًا لمنتزهات الولاية المقترحة في أزمات الميزانية المستمرة.
في مارس 2013، أعلن أنتوني إل جاكسون، مدير إدارة الحدائق والاستجمام بكاليفورنيا، أنه لن يتم إغلاق أي منتزهات حكومية خلال فترة ولايته وأنه "تخلص من إغلاق المتنزهات".

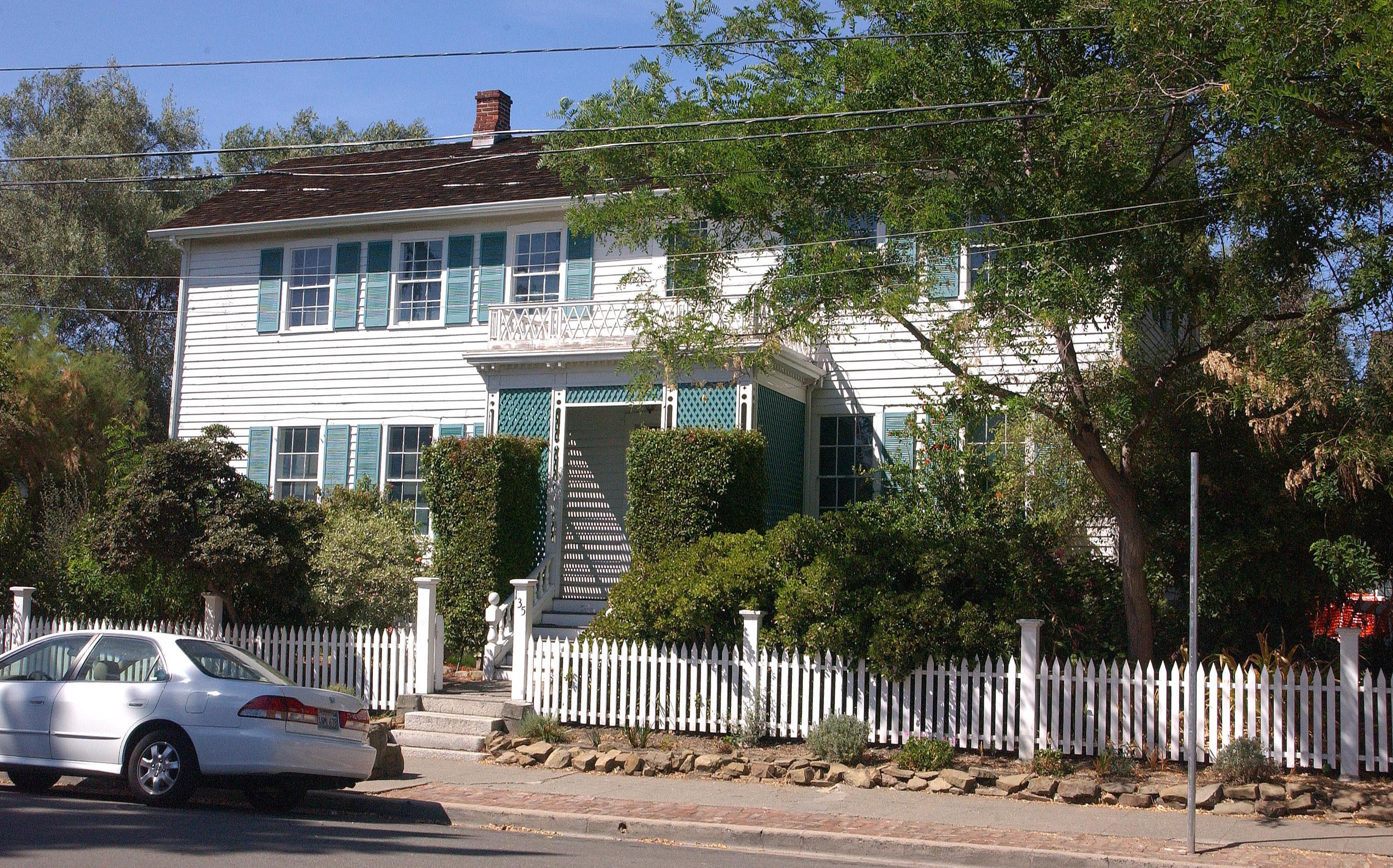
منزل فيشر هانلون

## معرض الصور

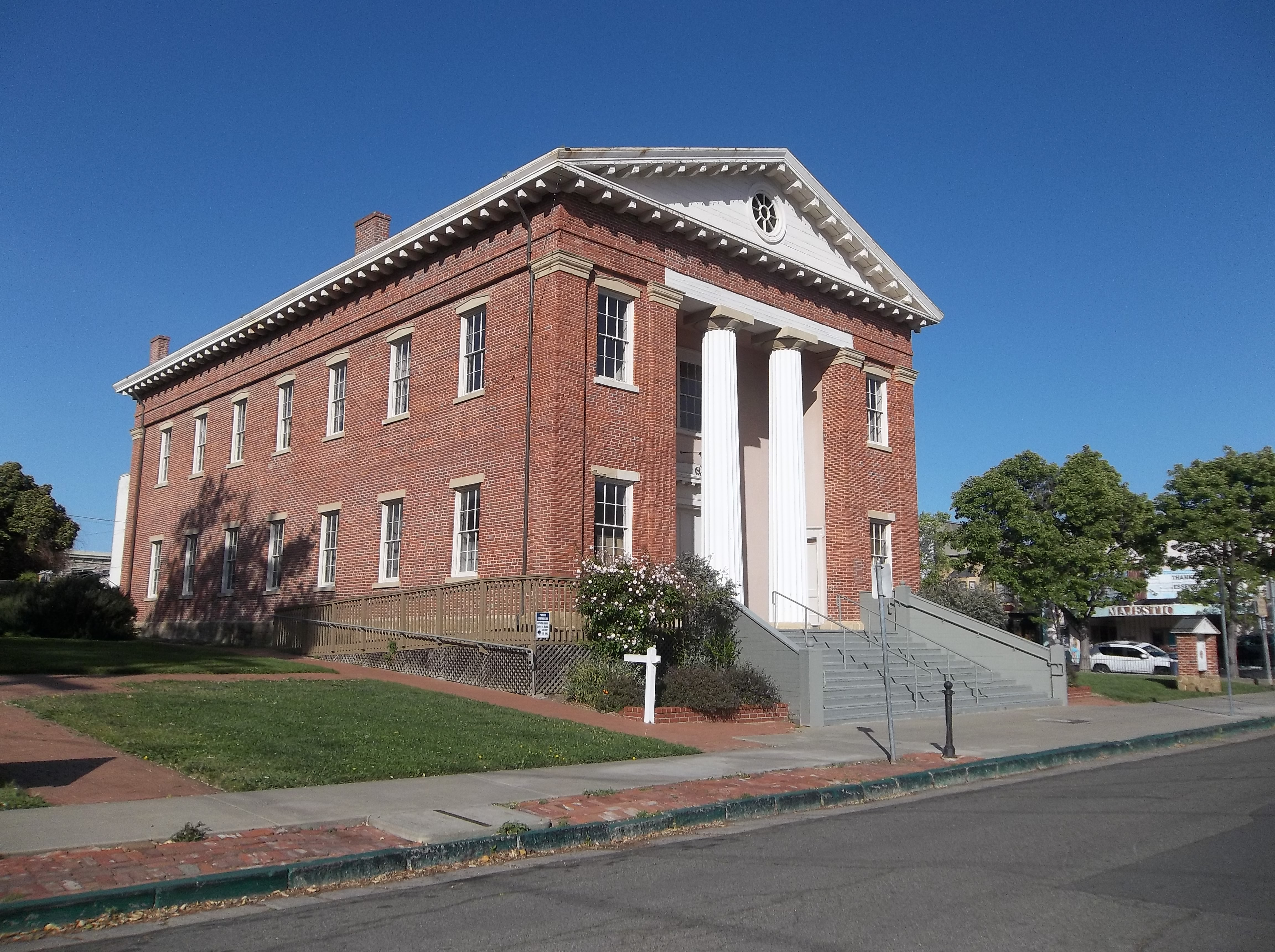
من الجنوب الغربي
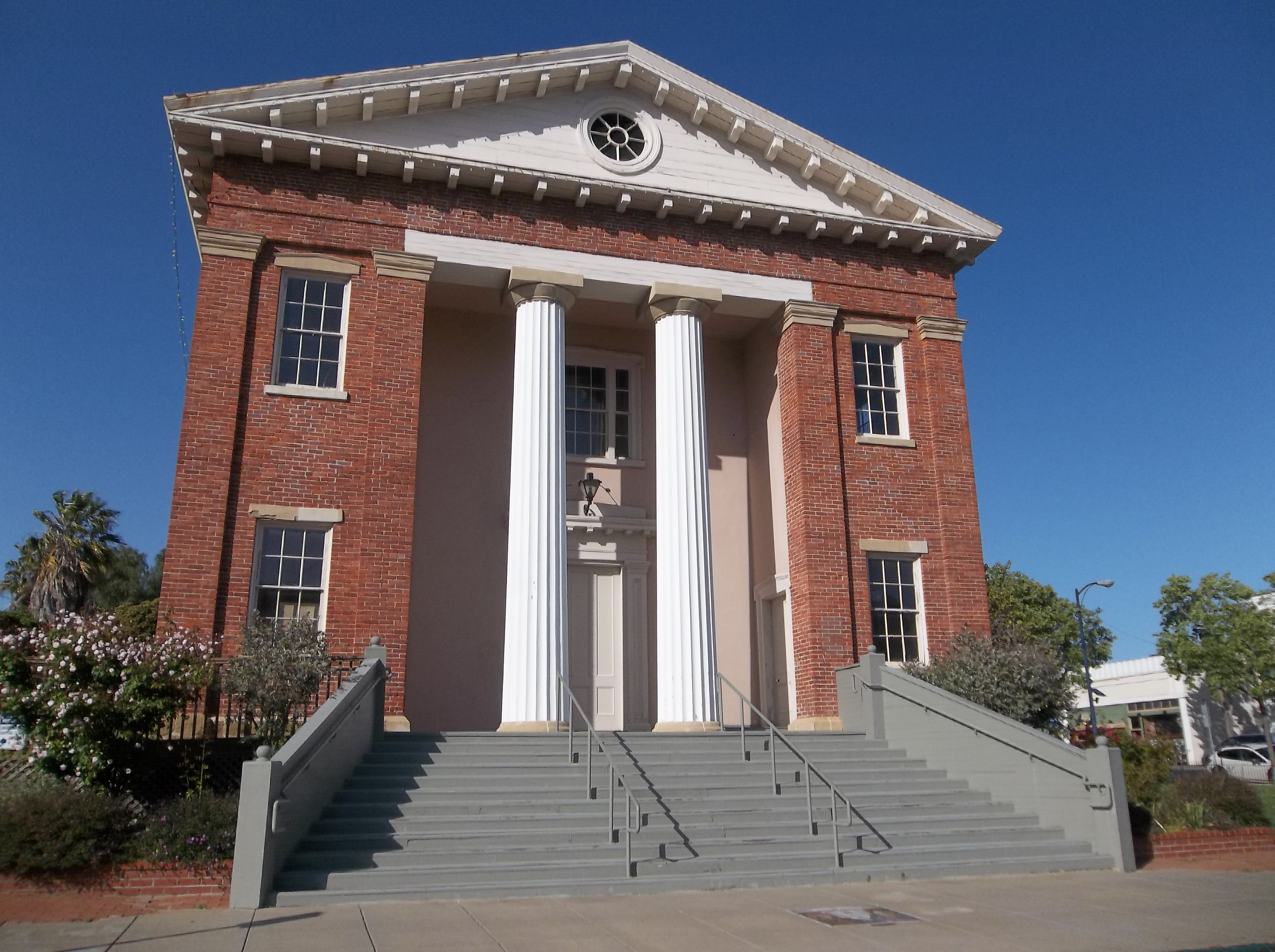
الرواق الأمامي
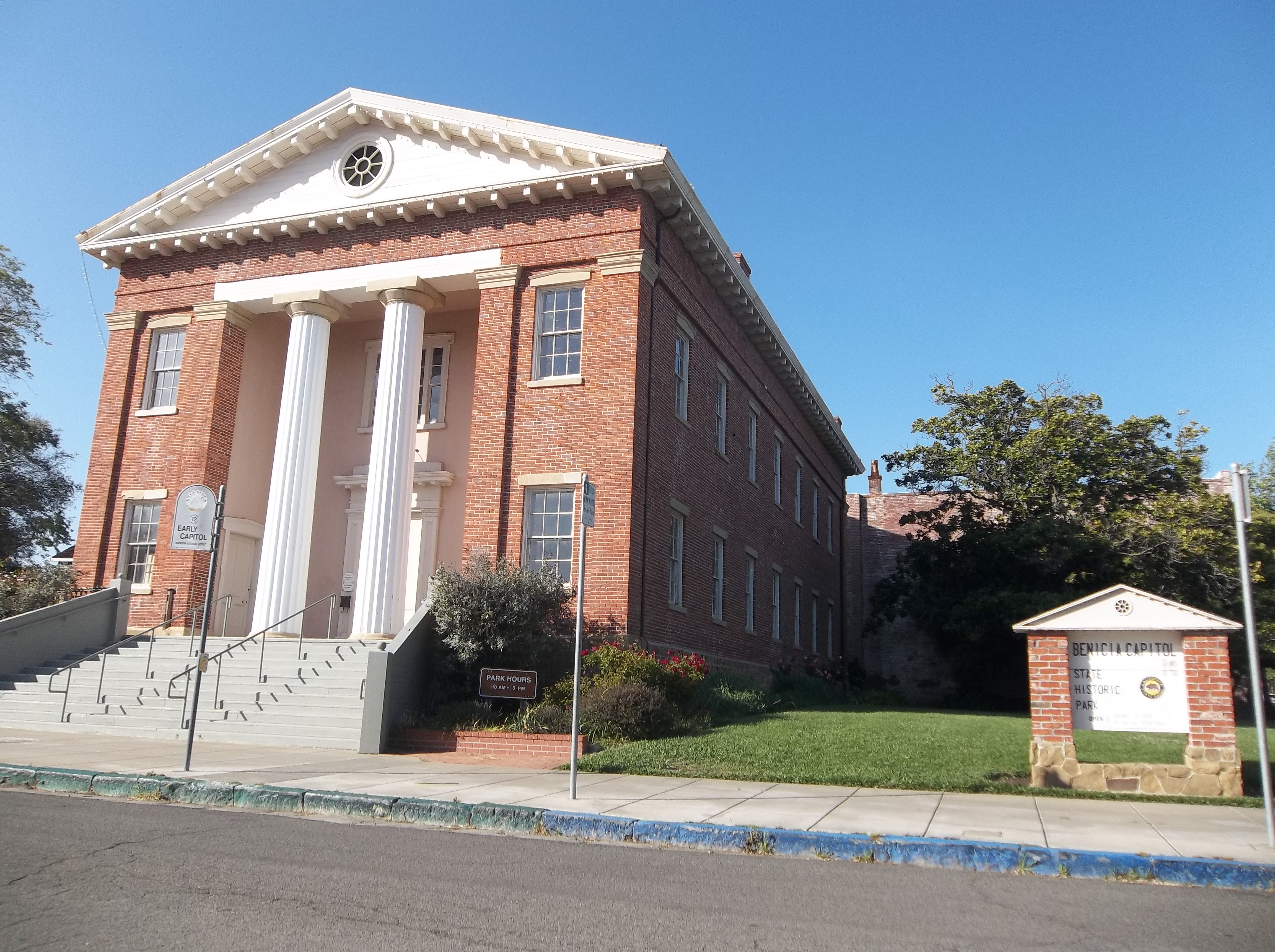
من الجنوب الشرقي
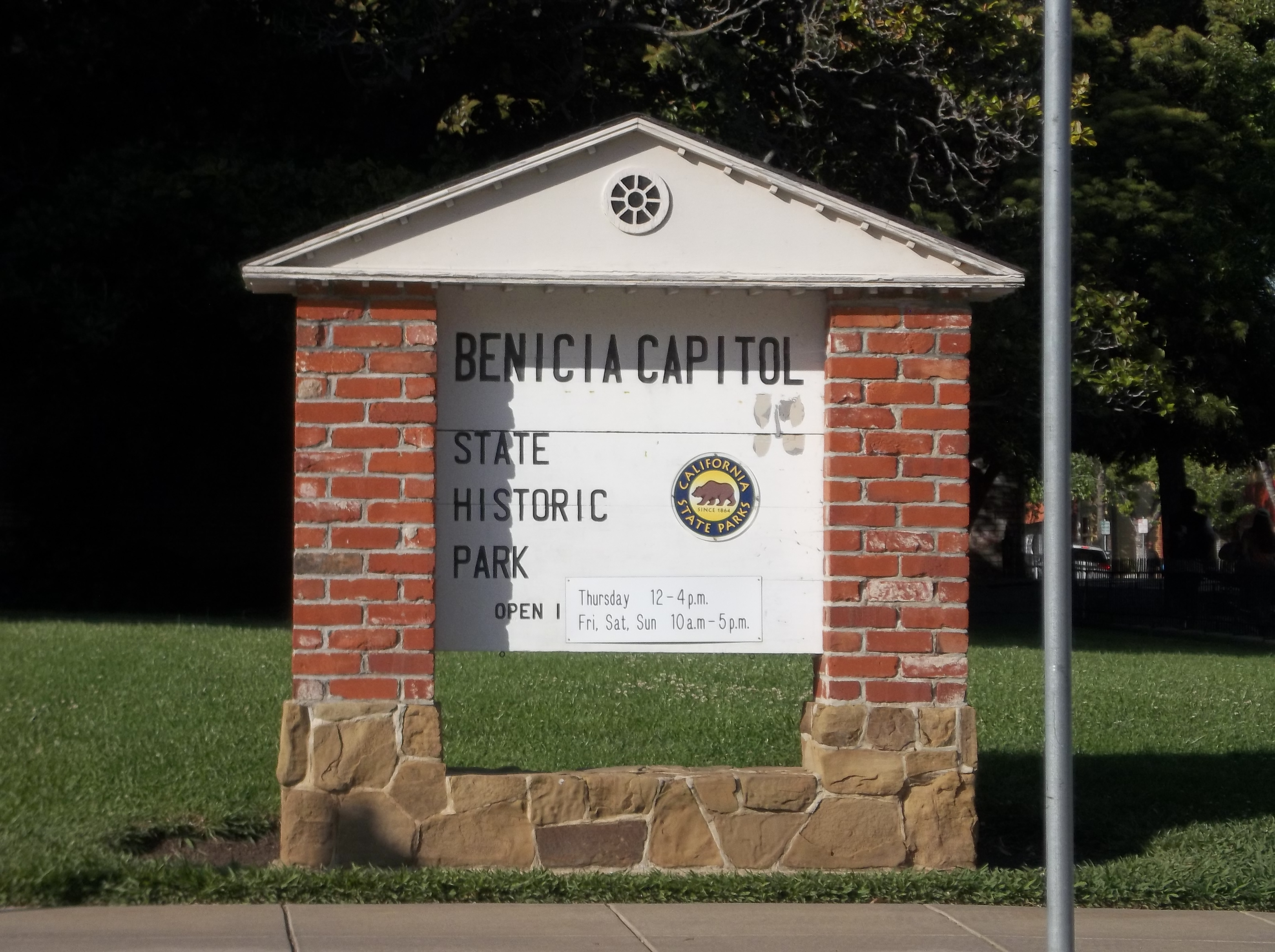
علامة بارك

## روابط خارجية
- الموقع الرسمي لمنتزه (أو حديقة) بينسيا كابيتول الحكوميّة التاريخية
- جمعية علم الأنساب في فاليجو بنيسيا
- معلومات أخرى عن الحديقة